# The Sound of Trees
The Sound of Trees est une œuvre orchestrale de la compositrice française Camille Pépin, écrite en 2019.

## Contexte et création
Camille Pépin compose The Sound of Trees en 2019. Il s'agit d'un concerto pour clarinette, violoncelle et orchestre qui répond à une commande de l'Orchestre de Picardie Région Hauts-de-France. L'œuvre est enregistrée par l'Orchestre de Picardie, sous la direction d'Arie van Beek, avec Julien Hervé à la clarinette et Yan Levionnois au violoncelle,.

## Structure
L'œuvre se compose de six mouvements :
1. Paisible, boisé
2. Plus lumineux, irisé
3. Céleste, planant
4. Entêtant – Tournoyant, hypnotique
5. Apaisé, boisé
6. Mystérieux, flottant

## Analyse
L'œuvre prend appuie sur un poème de Robert Frost, auquel l'œuvre emprunte le nom. Elle est aussi fortement influencée par la musique de Claude Debussy. Camille Pépin cherche à explorer les sons de la nature, et plus spécifiquement celui de la forêt.